# Wanderers FC
Wanderers FC (celým názvem: Wanderers Football Club) byl anglický fotbalový klub z Londýna. Založen byl v roce 1859 pod názvem Forest FC, svůj nejznámější název obdržel v roce 1864. Ve fotbalových prvopočátcích byl klub považován za nejlepší v celé Anglii. V těchto dobách se stal také pětinásobným vítězem FA Cupu. Zanikl v roce 1887.
Nejvíce oficiálních zápasů odehráli "The Rovers" na kenningtonském Ovalu (celkem 151 zápasů).

## Historické názvy
Zdroj: 
- 1859 – Forest FC (Forest Football Club)
- 1864 – Wanderers FC (Wanderers Football Club)

## Získané trofeje
- FA Cup ( 5× )
  - 1871/72, 1872/73, 1875/76, 1876/77, 1877/78